# 鍜治慶亘
鍜治慶亘（かじ よしのぶ、1998年8月22日 -）は、日本の研究者。2020年に明治大学を卒業後、同年明治大学大学院入学。2022年に修了。

## 略歴
2017年に明治大学総合数理学部先端メディアサイエンス学科に入学、現在に至る。電気味覚を専門としている。
2019年には、第27回インタラクティブシステムとソフトウェアに関するワークショップにて「電気味覚で甘みを制御する手法」を発表、対話発表賞を受賞。同年、第1回神経刺激インタフェース研究会にて「あらゆる金属製食器を電気味覚提示に用いる手袋型デバイスの試作」を発表。この研究内容が明治大学のプレスリリースにもなり、また、AXISをはじめとしたWebメディアやラジオでも紹介された。
文武両道をモットーとし都立武蔵野北高等学校では硬式野球部に所属、技巧派変則左腕として強豪校とも幾多の接戦を演じた。

## 受賞歴
- 対話発表賞[8]（2019年9月・第27回インタラクティブシステムとソフトウェアに関するワークショップ）